# Új-León
Új-León (spanyolul: Nuevo León) szövetségi állam Mexikó északi részén. Keleten Tamaulipas állammal, nyugaton Coahuilával, délen és délnyugaton San Luis Potosíval határos, délnyugaton érintkezik Zacatecasszal, valamint északon van egy 15 km hosszú közös határszakasza az Amerikai Egyesült Államokkal, Texas állammal. 4,6 millió lakosa van, területe valamivel több mint 64 000 km². Fővárosa Monterrey, mely az egész ország egyik legnagyobb és legjelentősebb városa.

## Népesség
Ahogy egész Mexikóban, a népesség növekedése ebben az államban is gyors, ezt szemlélteti az alábbi táblázat:
| Év   | Lakosság  |
| ---- | --------- |
| 1990 | 3 098 736 |
| 1995 | 3 550 114 |
| 2000 | 3 834 141 |
| 2005 | 4 199 292 |
| 2010 | 4 653 458 |

## Lásd még
- Rio Grande-i Köztársaság